# Botlich
Botlich (russisch Бо́тлих, awarisch Болъихъ) ist ein Dorf (selo) in der Republik Dagestan in Russland mit 12.159 Einwohnern (Stand 14. Oktober 2010).

## Geographie
Der Ort liegt gut 100 km Luftlinie westsüdwestlich der Republikhauptstadt Machatschkala in fast 1000 m Höhe im Großen Kaukasus, dessen Gipfel in der Umgebung gut 2600 m Höhe erreichen. Botlich befindet sich oberhalb des linken Ufers des in einer tiefen Schlucht fließenden Andijskoje Koisu, des linken Quellflusses des Sulak, etwa 10 km von der Grenze zu Tschetschenien entfernt.
Das Dorf ist Verwaltungszentrum des Rajons Botlichski sowie Sitz der Landgemeinde (selskoje posselenije) Botlichski selsowet, zu der außerdem die Dörfer Aschino (4 km nordwestlich) und Tassuta (6 km nördlich) gehören.

## Geschichte
Das seit Jahrhunderten existierende Dorf ist namensgebend für die Botlicher, die zumeist als subethnische Gruppe der Awaren angesehen werden, sowie die von ihnen ursprünglich gesprochene botlichische Sprache, eine der andischen Sprachen. Auch heute sind Botlich und der Gemeindeteil Aschino neben nur drei weiteren Dörfern ländliche Hauptsiedlungsgebiete der Botlicher, von denen aber nur noch wenige die Sprache beherrschen, die zumeist zugunsten des Awarischen aufgegeben wurde.
Nachdem das umliegende Gebiet 1858–1859 im Verlauf des Kaukasuskrieges an das Russische Kaiserreich angeschlossen worden war, wurde Botlich am 20. Juli 1861 erstmals Verwaltungssitz einer eigenständigen Verwaltungseinheit, des Andijski okrug (Andischen Kreises) der im Vorjahr eingerichteten Oblast Dagestan, und zugleich Sitz einer der Unterteilungen des Kreises, zunächst Technuzalskoje naibstwo, ab 1899 Mechluzalski utschastok (Abschnitt) genannt. Ab 22. November 1926 war das Dorf Zentrum eines nach ihm benannten Kantons, dann ab 3. Juni 1929 eines Rajons der Dagestanischen ASSR. Nach verschiedenen Gebietsänderungen besteht der Rajon seit 12. Januar 1965 in seinen heutigen Grenzen.
Mit dem Angriff von tschetschenischen Freischärlern unter Führung von Schamil Bassajew und Ibn al-Chattab auf Dagestan im Gebiet um Botlich am 7. August 1999 begann der Dagestankrieg, der Anlass für den Zweiten Tschetschenienkriegs wurde.

### Bevölkerungsentwicklung
| Jahr | Einwohner |
| ---- | --------- |
| 1897 | 1.225     |
| 1939 | 1.924     |
| 1959 | 2.842     |
| 1970 | 3.421     |
| 1979 | 3.984     |
| 1989 | 5.739     |
| 2002 | 10.397    |
| 2010 | 12.159    |

Anmerkung: Volkszählungsdaten

## Verkehr
Nordöstlich des Ortes verläuft die zum Teil neu trassierte Regionalstraße 82K-008 (ehemals R306), die von Buinaksk über Chunsach kommend ab Botlich weiter über den 2177 m hohen Charami-Pass zur tschetschenischen Grenze und dort in Richtung Schali – Argun – Grosny führt.